# Южноарумынские говоры
Южноарумы́нские го́воры (также южноарумынская диалектная зона, южноарумынские диалекты) — говоры арумынского языка, распространённые в различных районах северной, северо-восточной и некоторых других частей Греции, в юго-западных, центральных и восточных районах Македонии, а также в юго-западных районах Болгарии. В состав южноарумынской диалектной зоны входят грамостянские, пиндские и олимпские говоры. Южноарумынским говорам противопоставлены говоры североарумынской диалектной зоны, включающей фаршеротские, москопольские и мюзекерские говоры, а также говоры Гопеша, Муловиште, Бяла де Сус и Бяла де Жос.

## Общие сведения
Южноарумынская диалектная зона связана с изначальной южной частью ареала арумынского языка. Вследствие миграций носителей тех или иных арумынских диалектов некоторые южноарумынские группы расселились в северных районах арумынской этнической территории, часть североарумынских групп, напротив, расселилась на юге.
Ареал грамостянских говоров размещён в виде нескольких групп «островов» в ряде южнобалканских стран. В Греции — в окрестностях горы Грамос в северной части горного массива Пинд (исходный ареал грамостянских говоров), в междуречье рек Струма и Места у границы с Болгарией, в ряде районов греческой части Македонии; в Болгарии — в горных районах юго-запада страны у границы с Македонией и Грецией; в Республике Македония — в юго-западных, центральных и восточных районах страны. Носители грамостянских говоров составляют большинство среди носителей прочих арумынских говоров в Болгарии и Республике Македония.
Ареал пиндских говоров размещается в северо-западной Греции в горных районах Пинда. Данный ареал является самой обширной и компактной областью распространения арумынского языка. Ряд рассеянных островных ареалов пиндских говоров расположен также в Фессалии и Греческой Македонии.
Ареал олимпских говоров представляет собой окрестности горы Олимп.
Отчасти распространение арумынских говоров связано с распространением тех или иных групп арумынского населения, называемых «племенными ветвями». Если названия «пиндцев» (pindeni) и «олимпцев» являются искусственными и данные группы арумын не в полной мере осознают своё единство, то этноним «грамостяне» (grămosteni) является достаточно распространённым среди самих арумын, а сами грамостяне представляют относительно единую группу.
Выделение южнорумынских говоров, противопоставленных североарумынским говорам, было предложено Т. Капиданом, по его терминологии данные диалектные образования называются «диалектными зонами».

## Диалектные особенности
В основу диалектной дифференциации арумынского языка взяты в основном фонетико-фонологические особенности. Для южноарумынских говоров характерны:
- противопоставление фонем /ǝ/ и /ɨ/; в североарумынской диалектной зоне противопоставление /ǝ/ и /ɨ/ отсутствует;
- сохранение дифтонгов e̯a, o̯a; для североарумынских говоров характерен переход дифтонгов e̯a, o̯a в монофтонги: e̯a > ɛ, o̯a > ɔ;
- сохранение неслоговых конечных гласных [i] и [u]; в ряде северноарумынских говоров неслоговые конечные [i] и [u] отсутствуют.

Кроме того, для южноарумынской диалектной зоны характерны следующие языковые явления:
- наибольшее распространение в начальной и конечной безударной позиции гласной [i] по сравнению с распространением гласной [e]: ve̯ádi «он видит», sî́nḑi «кровь», irmuxít «опустошённый»;
- частое отсутствие î- перед n: ntrebu «я спрашиваю»; ntreg «целый»;
- озвончение согласных [p], [k], [t] после носовых: mîncáre > mîngáre «еда», mpadi (n páde из славянских) > mbádi «внизу»;
- возможность произношения [i] после [t͜s], [d͜z] в пиндских говорах при образовании форм множественного числа существительных и 2-го числа единственного числа глаголов: văţi «коровы», duţi «ведёшь» и т. д.